# Искра (Приморский край)
И́скра — село в Черниговском районе Приморского края. Входит в состав Дмитриевского сельского поселения.

## География
Село Искра стоит в долине озера Ханка, расстояние до южного берега озера около 14 км.
В 8 км северо-западнее села Искра находится участок Ханкайского заповедника (озёра, соединяющиеся с озером Ханка в устье реки Илистая).
В двух километрах восточнее села Искра проходит железная дорога Спасск-Дальний — Уссурийск.
Дорога к селу Искра идёт на запад от автотрассы «Уссури» через село Синий Гай. Расстояние до Синего Гая около 6 км, до Дмитриевки около 14 км, до районного центра Черниговка около 22 км.

## История
До 1964 года село носило названия Кнорринг, в честь начальника службы пути Южно-Уссурийской железной дороги Ф.И. Кнорринга.

## Население
| 1926 | 2002 | 2008 | 2010 |
| ---- | ---- | ---- | ---- |
| 170  | ↘162 | ↗169 | ↘124 |

По данным переписи 1926 года по Дальневосточному краю, в населённом пункте числилось 28 хозяйств и 170 жителей (78 мужчин и 92 женщины), из которых преобладающая национальность — украинцы (28 хозяйств).

## Улицы
В селе имеются три улицы: ул. Безымянная, ул. Совхозная и ул. Центральная.

## Экономика
Жители занимаются сельским хозяйством.